# Ben Spies
 (avril 2012).
Si vous disposez d'ouvrages ou d'articles de référence ou si vous connaissez des sites web de qualité traitant du thème abordé ici, merci de compléter l'article en donnant les références utiles à sa vérifiabilité et en les liant à la section « Notes et références ».
Ben Spies (ˈbɛn ˈspiːz) (né le 11 juillet, 1984 à Memphis, Tennessee) est un pilote de vitesse moto. Il est aussi connu sous le surnom de « Elbowz » (« coudes ») pour son style de pilotage très particulier, avec ses coudes toujours très écartés durant les prises d'angle. Il est devenu officiellement professionnel en 2000. Il a gagné le championnat américain AMA Superbike trois années consécutives (2006, 2007 et 2008).
En 2009, il intègre le mondial Superbike en ne connaissant pas la plupart des circuits : il court dans l'écurie Yamaha Sterilgarda et remporte le championnat. En 2010, il rejoint le MotoGP avec le team Tech 3, puis devient pilote officiel Yamaha.

## Biographie

### AMA Superbike

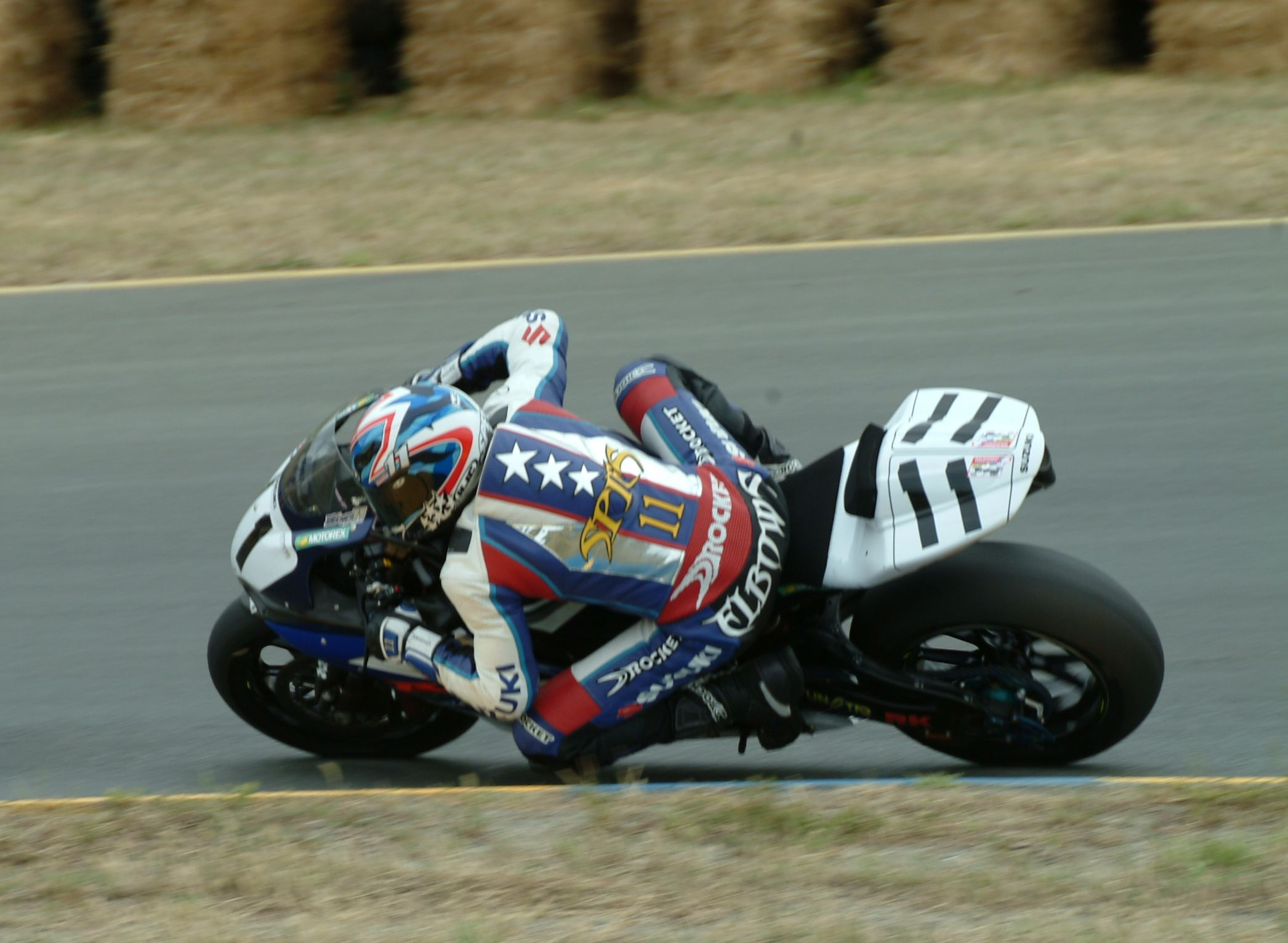
« Elbowz » en 2005 à Sears Point

Ben Spies commence  à piloter sur 125 cm3 au Texas alors qu'il est adolescent. Il passe professionnel en 2000 et il ne lui faut que deux ans pour faire ses preuves en Formula Xtreme, Supersport et Superstock. Ben Spies arrive ensuite en AMA Superbike chez Suzuki avec un certain Kevin Schwantz comme manager. Entre 2006 et 2008, il remporte trois fois le championnat AMA Superbike (à chaque fois devant son coéquipier Mat Mladin).
En 2008, l'Américain participe à son premier Grand Prix en MotoGP tout d'abord en tant que remplaçant de Loris Capirossi à Donington Park puis, en tant que wild card à Laguna Seca et à Indianapolis. Il terminera à la 8e place à Laguna Seca. Mais pour la saison 2009, l'équipe Rizla Suzuki veut garder ses pilotes, Loris Capirossi et Chris Vermeulen. Lassé d'être confiné en AMA Superbike, Ben Spies quitte Suzuki.

### World Superbike

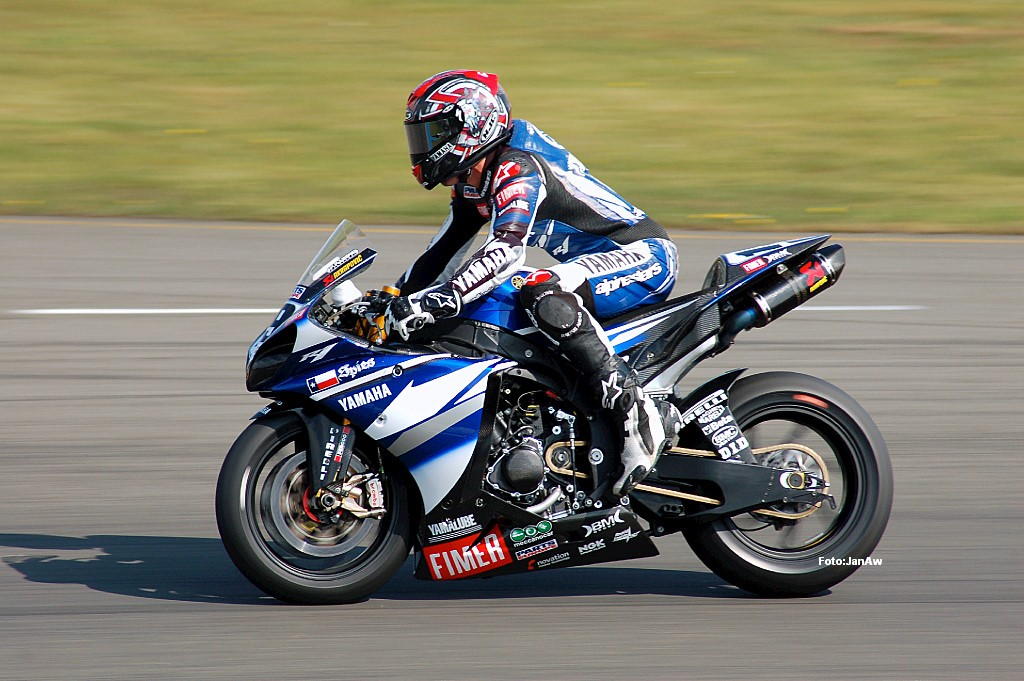
À Assen en 2009 (Superbike)

En 2009, Ben Spies débarque ainsi en championnat du monde Superbike avec l'équipe Yamaha Sterilgarda. Ne connaissant pas tous les circuits, l'Américain fait pourtant des débuts remarqués. Dès la première épreuve à Phillip Island, Ben décroche la pole position et remporte sa première course lors de la Course 2 à Phillip Island. Il est le premier américain à gagner une course en WSBK depuis Colin Edwards en 2002.
Ben Spies signe finalement un total de quatorze victoires, dix-sept podiums et 462 points, ainsi que le record de pole positions durant une saison : onze, dont sept consécutives. Il a aussi joué de malchance durant cette saison : lors de la Course 1 à Phillip Island, Ben est accroché par Max Biaggi et termine à la seizième place. Il chute à Valence pendant la Course 1 et à Assen dans la Course 2. Lors de la Course 1 à Monza, sa R1 tombe en panne d'essence au dernier virage du dernier tour du circuit. Enfin, dans la Course 1 à Brno, l'Américain se fait percuter par Michel Fabrizio. Malgré ces problèmes, il est sacré champion du monde Superbike le 25 octobre 2009 en devançant Noriyuki Haga de six points. Il est le premier pilote Yamaha à devenir champion du monde Superbike et peut compter sur le soutien du constructeur japonais pour poursuivre sa route sur la scène internationale en rejoignant la catégorie reine du MotoGP.

### MotoGP
Il avait fait ses débuts en MotoGP en 2008 avec Suzuki, mais c'est avec Yamaha qu'il revient en 2009 pour disputer le dernier Grand Prix de la saison, à Valence, sous forme de récompense pour le titre Superbike qu'il vient de remporter. Sa course et son résultat, septième, permettent à Colin Edwards de gagner de précieux points au championnat, voilà qui renforce la conviction de l'équipe Tech 3, prête à associer les deux Texans en 2010.
L'arrivée de Ben Spies en MotoGP a été annoncée le 1er octobre 2009. Dès sa première saison en tant que titulaire, le succès est au rendez-vous : alors qu'il bénéficie d'une Yamaha satellite, l'Américain parvient à courir aux avant-postes et signe une première pole position et deux premiers podiums. Il termine au sixième rang du championnat et gagne son ticket pour l'équipe officielle Yamaha, où il rejoint en 2011 le champion du monde Jorge Lorenzo en remplacement de Valentino Rossi, parti chez Ducati.
Ses débuts au sein de l'équipe officielle Yamaha sont discrets. Il monte sur le podium à Barcelone, lors du cinquième Grand Prix de la saison. Quelques jours plus tard, Yamaha annonce la prolongation d'un an de son contrat au sein de l'équipe officielle.
Le 25 juin 2011, il remporte sa première victoire en catégorie reine dans la cathédrale d'Assen. Il devient un des seuls pilotes à s'être imposés en Superbike et en MotoGP, le dernier en date étant Troy Bayliss à Valence en 2006. Blessé à plusieurs reprises au cours de la saison, il termine le championnat en cinquième position.
Le 26 octobre 2013, Ben annonce officiellement sa retraite du MotoGP.

## Statistiques carrière MotoGP
| Sais  | Cat.          | Team           | Moto          | Course | Vict | Pod | Pole | MT¹ | Pts | Class | Titre |
| ----- | ------------- | -------------- | ------------- | ------ | ---- | --- | ---- | --- | --- | ----- | ----- |
| 2008  | AMA superbike | -              | Suzuki GSV-R  | 3      | 0    | 0   | 0    | -   | 20  | 19e   | -     |
| 2009  | SuperBike     | -              | Yamaha YZR-M1 | 1      | 0    | 0   | 0    | -   | 9   | 20e   | -     |
| 2010  | MotoGP        | Tech 3         | Yamaha YZR-M1 | 17     | 0    | 2   | 1    | -   | 176 | 6e    | -     |
| 2011  | MotoGP        | Yamaha Factory | Yamaha YZR-M1 | 16     | 1    | 3   | 0    | -   | 176 | 5e    | -     |
| Total |               |                |               | 37     | 1    | 5   | 1    | -   | 381 | -     | -     |

| Année | Catégorie | Moto         | 1     | 2       | 3       | 4     | 5     | 6       | 7     | 8      | 9     | 10    | 11    | 12    | 13    | 14    | 15    | 16      | 17      | 18    | Pos | Pts |
| ----- | --------- | ------------ | ----- | ------- | ------- | ----- | ----- | ------- | ----- | ------ | ----- | ----- | ----- | ----- | ----- | ----- | ----- | ------- | ------- | ----- | --- | --- |
| 2008  | MotoGP    | Suzuki       | QAT   | ESP     | POR     | CHN   | FRA   | ITA     | CAT   | GBR 14 | P-B   | ALL   | USA 8 | RTC   | RSM   | INP 6 | JPN   | AUS     | MAL     | VAL   | 19e | 20  |
| 2009  | MotoGP    | Yamaha       | QAT   | JPN     | ESP     | FRA   | ITA   | CAT     | P-B   | USA    | ALL   | GBR   | RTC   | INP   | RSM   | POR   | AUS   | MAL     | VAL 7   |       | 20e | 9   |
| 2010  | MotoGP    | Yamaha Tech3 | QAT 5 | ESP Ret | FRA Ret | ITA 7 | GBR 3 | P-B 4   | CAT 6 | ALL 8  | USA 5 | RTC 4 | INP 2 | RSM 6 | ARA 5 | JPN 8 | MAL 4 | AUS 5   | POR DNS | VAL 4 | 6e  | 176 |
| 2011  | MotoGP    | Yamaha       | QAT 6 | ESP Ret | POR Ret | FRA 6 | CAT 3 | GBR Ret | P-B 1 | ITA 4  | ALL 5 | USA 4 | RTC 5 | INP 3 | RSM 6 | ARA 5 | JPN 6 | AUS DNS | MAL C   | VAL 2 | 5e  | 176 |